# Rodzinne rewolucje
Rodzinne rewolucje (ang. Blended) – amerykańska komedia romantyczna z 2014 roku w reżyserii Franka Coraci.
Polska premiera odbyła się 4 lipca 2014 roku. To trzeci film z tego gatunku z parą aktorską Barrymore i Sandler w rolach głównych. Ich pierwszym była komedia Od wesela do wesela (1998), a drugim 50 pierwszych randek (2004).

## Fabuła
Wdowiec (Adam Sandler) z trzema córkami i rozwódka (Drew Barrymore) z dwoma synami spotykają się po raz pierwszy we dwoje na randce w ciemno, która kończy się dla nich fiaskiem. Przypadkowo znów trafiają na siebie na afrykańskiej wycieczce, na którą wyjeżdżają z dziećmi. Są skazani na swoje towarzystwo, jednak wspólne doświadczenia, często zabawne, zbliżają ich tym razem bardziej do siebie.

## Obsada
- Adam Sandler jako Jim Friedman
- Drew Barrymore jako Lauren Reynolds
- Kevin Nealon jako Eddy Warnick
- Terry Crews jako Nickens
- Wendi McLendon-Covey jako Jen Palmer
- Braxton Beckham jako Brendan
- Joel McHale jako Mark, były mąż Lauren
- Bella Thorne jako Hilary „Larry” Friedman

## Krytyka
Film spotkał się z mieszaną reakcją krytyków. W serwisie Rotten Tomatoes średnia ocen była szacowana na 4,10, natomiast w Metacritic otrzymał 31 nieprzychylnych recenzji na podstawie 33 omówień oraz średnią ocenę użytkowników 5,7.